# Ivan Bodin
Erik Ivan "Bodde" Bodin, född 20 juli 1923 i Sundsvall, död 29 augusti 1991 i Hägerstens församling i Stockholm, var en svensk fotbolls- och bandyspelare.
Bodins moderklubb var Mälarhöjdens IK. Han gick 1948 över till AIK och debuterade för denna klubb som centerforward den 22 augusti 1948 med en 3–1-seger över IS Halmia i en match där han gjorde två mål. Ivan Bodin spelade sex säsonger i AIK, mestadels som försvarsspelare, och blev cupmästare två gånger, 1949 och 1950.
Ivan Bodin deltog i det presslag, som inför  VM i Brasilien 1950, på Råsunda, besegrade Sveriges landslag med 3-1. En match i vilken han spelade vänsterback. Han efteranmäldes till den svenska VM-truppen 1950, men VM-arrangörerna godkände ej anmälan. Han spelade endast en landskamp för det svenska landslaget, en segermatch med 3–2 mot Finland 1951.
Ivan Bodin var gift med Britt och de hade två barn, Gunilla (född 1949) och Lars (född 1955). Ivan Bodin var anställd på Stockholms Energiverk.